# Chloé Tutton
Chloé Tutton (Pontypridd, 17 luglio 1996) è una nuotatrice britannica.

## Carriera
Convocata per gli europei del 2016, ha vinto la medaglia d'oro competendo nella staffetta 4 × 100 m misti.

## Palmarès
- Mondiali in vasca corta

Windsor 2016: bronzo nei 200 m rana.
- Europei

Londra 2016: oro nella 4 × 100 m misti e bronzo nei 100m rana.
- Giochi del Commonwealth

Gold Coast 2018: bronzo nei 200 m rana e nella 4 × 100 m misti.
- Europei giovanili

Belgrado 2011: argento nella 4 × 100 m sl.
Anversa 2012: argento nella 4 × 100 m sl e bronzo nei 400 m misti.